# 大村直之
大村 直之（おおむら なおゆき、1976年2月13日 - ）は、兵庫県西宮市出身の元プロ野球選手（外野手）。左投左打。

## 経歴

### プロ入り前
育英高等学校在籍時に1993年の第75回全国高等学校野球選手権大会で優勝。その後、ドラフト会議で近鉄バファローズから3位指名を受けて入団。

### 近鉄時代
1995年は1番打者に定着して110試合に出場。1998年はシーズン通して安定した活躍を見せて初の打率3割到達、23盗塁を記録したほか、ベストナイン・ゴールデングラブ賞を獲得した。
妻は西宮市立深津中学校時代の同級生で看護師をしており、野球に興味がなかった為に大村のプロ入りを知らなかった。プロ4年目のオフに再会し、1998年に結婚。1男1女を儲けて家族仲は大変良く、ソフトバンク移籍時は一家で福岡へ転居。2007年12月には週刊ベースボールに食卓を囲む一家の写真が掲載された。
2001年、打率.271・16本塁打・53打点の成績を残す。チームはタフィ・ローズ・中村紀洋らの活躍で12年ぶりのリーグ優勝を果たした。
2002年は1盗塁に終わったが、打率.271、11本塁打と好成績を残した。
2003年は大石大二郎をはじめとする首脳陣の方針で盗塁を積極的に試みるようになり、5年ぶりの打率3割・27盗塁と結果を残した。
2004年も好調を維持し、2年連続の打率3割と22盗塁を記録。選手会副会長としてチームをまとめ、プロ野球再編問題では精力的に署名活動を行った。しかしそれも叶わず近鉄球団は消滅し、オフにFA権を行使。3年5億円（推定）の契約で王貞治が監督を務める福岡ソフトバンクホークスへ移籍。これにより、大村は近鉄球団からFA移籍した最後の選手となった。

### ソフトバンク時代
移籍1年目の2005年は前年を上回る133試合に出場したものの打率.270と前年よりも打率を下げ3年連続での打率3割はならなかった。
2006年8月20日の対西武ライオンズ16回戦（インボイスSEIBUドーム）で、9回に小野寺力から安打を放って史上89人目の通算1500安打を達成した。この年パ・リーグで唯一となる136試合全てに出場すると共に、165安打を放って13年目で初の最多安打を獲得、4年連続で20盗塁以上を記録した。シーズン終了後も日米野球（初戦はファン感謝デーと重なって欠場）、パ・リーグオールスター東西対抗戦（日米野球とのダブルヘッダー）と出場した。
2007年4月30日の対オリックス・バファローズ戦（スカイマークスタジアム）で1500試合出場を達成。しかし、3月末に太股を痛めたことや、8月の左背筋痛による降格、本多雄一の台頭などで1番打者としての出場が激減し、守備でも左翼を守ることが多くなった。出場113試合に留まったもののそれでも終盤まで首位打者争いに名を連ね、自己最高の打率.319（リーグ3位）を記録し2度目のベストナインに選出された。また、この年は四球の数（9個）を死球の数（10個）が上回るという、1938年の秋季リーグで小林茂太（四球4個に対して死球5個）が出した珍記録を69年振りに出している。
2008年は開幕から足の故障で出遅れ、その後の回復も万全ではなく、指名打者や代打としての起用が多かった。試合終盤には戦況に関わらず代走や守備要員を送られることも多くなった。打順も2番や9番まで流動的で、6年ぶりに右翼手として出場することもあった。結局2年連続で打率3割は達成したものの79試合の出場に終わり、1998年から続けていた規定打席も逃すことになった。規定打席未到達及び出場100試合未満も11年ぶりである。10月31日に、村松有人との交換トレードでオリックス・バファローズへ移籍。

### オリックス時代
2009年は開幕戦のスタメンこそ外れたが、4月・5月と3割を大幅に上回る打率を残す程の好調で対照的に不振だった坂口智隆に代わって1番打者を務めた。しかし、6月以降は月間打率が軒並み2割半ばまで調子を落とし、復調した坂口に1番打者を明け渡した。大村は3番や5番・6番など様々な打順起用が目立った。最終的には119試合に出場して2年ぶりに規定打席に到達し、リーグ12位の打率.291を記録した。守備では開幕当初は主に右翼手での出場だったが、5月中旬からは左翼手に専属して出場していた。オフの契約更改ではチーム内規定打席到達者2位の打率.291という成績にもかかわらず5000万円減の7000万での更改となりチームに日本人の1億円プレーヤーがいなくなった。
2010年は新監督に岡田彰布が就任。前年3割近い打率を残したにもかかわらずレギュラーを確約されなかった。開幕一軍を果たすもスタメン出場できず代打での2試合の出場に留まり5試合目にして降格すると、入れ替わりの激しいチームの中で再昇格することはなかった。10月2日に戦力外通告を受けた。その後開催された12球団合同トライアウトには2回とも参加せず、兵庫県内で自主トレーニングを行いながら他球団からのオファーを待ち続けたが、獲得を表明する球団は現れなかった。

### 現役引退後
2011年以降は彼についての報道等が途絶えたことに加えて、大村自身がインターネット等を通じての自己発信を行っていないことから、動静と消息が一切不明の状態になった。この状況は長期間にわたって続いたが、2012年9月10日付の『日刊ゲンダイ』にて、すでに現役続行を断念して日本を離れていたことと、移住先のオーストラリアで永住を考えていることが報じられた。
2015年には、オーストラリアでの自主トレーニングの様子を紹介した岡島秀樹のブログにおいて大村の健在ぶりが写真付きで言及された。
しかし、2018年の年始をもって日本へ帰国していたことを神戸新聞の取材で明らかにしている。

## 選手としての特徴

### 打撃・走塁
盗塁王を獲得したことはないが、1998年から2年連続でイチローを抑えてのリーグ最多の内野安打を記録した俊足が持ち味で、晩年には故障もあって一塁到達まで4.82秒と平均を大きく下回ったが、全盛期には一塁到達まで3.89秒を記録していた。
規定打席に到達して死球数が2桁を数えたシーズンが過去に5度ある。2007年は10死球を記録しているが、この年に大村が選んだ四球は9個で、四球数よりも死球数の方が多い。このように、規定打席到達者で死球数が四球数を上回った例は、2リーグ制導入後では大村が初だった。

### 守備
守備範囲は広く打球に対する反応も非常に的確で、ゴールデングラブを3度受賞するなど中堅手としてはトップクラスの守備力を持つ。しかし晩年は度重なる故障の影響から、左翼手や右翼手で起用されることも増えた。

### 理念
ソフトバンク入団後の週刊ベースボールでのインタビューによれば、一番打者として心がけていることは「その投手の一番良い球を狙う」ことであるという。「その投手の持つ一番良い球が試合の最初に打たれると、投手はその球種を投げづらくなる。近鉄時代に斉藤和巳と対戦した時はカーブばっかり狙っていた」とのことである。そのことを伝え聞いた斉藤は、「自分は（大村にカーブを狙われていることを）意識していなかったが、投手としてはそういう考えで打席に立たれると嫌だ」と同誌上で答えている。

## 詳細情報

### 年度別打撃成績
| 年 度      | 球 団        | 試 合 | 打 席 | 打 数 | 得 点 | 安 打 | 二 塁 打 | 三 塁 打 | 本 塁 打 | 塁 打 | 打 点 | 盗 塁 | 盗 塁 死 | 犠 打 | 犠 飛 | 四 球 | 敬 遠 | 死 球 | 三 振 | 併 殺 打 | 打 率 | 出 塁 率 | 長 打 率 | O P S |
| ---------- | ------------ | ----- | ----- | ----- | ----- | ----- | -------- | -------- | -------- | ----- | ----- | ----- | -------- | ----- | ----- | ----- | ----- | ----- | ----- | -------- | ----- | -------- | -------- | ----- |
| 1994       | 近鉄         | 6     | 0     | 0     | 0     | 0     | 0        | 0        | 0        | 0     | 0     | 0     | 0        | 0     | 0     | 0     | 0     | 0     | 0     | 0        | ----  | ----     | ----     | ----  |
| 1995       | 近鉄         | 110   | 309   | 282   | 37    | 76    | 7        | 4        | 3        | 100   | 19    | 15    | 10       | 5     | 2     | 20    | 0     | 0     | 56    | 2        | .270  | .316     | .355     | .670  |
| 1996       | 近鉄         | 78    | 220   | 194   | 28    | 45    | 6        | 0        | 3        | 60    | 13    | 5     | 4        | 6     | 1     | 17    | 1     | 2     | 21    | 0        | .232  | .299     | .309     | .608  |
| 1997       | 近鉄         | 97    | 367   | 327   | 53    | 92    | 17       | 5        | 1        | 122   | 30    | 15    | 5        | 12    | 1     | 26    | 0     | 1     | 44    | 5        | .281  | .335     | .373     | .708  |
| 1998       | 近鉄         | 133   | 584   | 522   | 61    | 162   | 19       | 7        | 4        | 207   | 40    | 23    | 7        | 21    | 1     | 38    | 0     | 2     | 40    | 6        | .310  | .359     | .397     | .755  |
| 1999       | 近鉄         | 132   | 533   | 494   | 54    | 128   | 19       | 3        | 2        | 159   | 36    | 7     | 9        | 19    | 1     | 17    | 2     | 2     | 40    | 6        | .259  | .286     | .322     | .608  |
| 2000       | 近鉄         | 124   | 420   | 366   | 45    | 93    | 17       | 5        | 3        | 129   | 44    | 7     | 8        | 25    | 4     | 24    | 0     | 1     | 38    | 6        | .254  | .299     | .352     | .651  |
| 2001       | 近鉄         | 136   | 651   | 590   | 82    | 160   | 34       | 2        | 16       | 246   | 53    | 5     | 1        | 15    | 4     | 31    | 0     | 11    | 74    | 8        | .271  | .318     | .417     | .735  |
| 2002       | 近鉄         | 135   | 575   | 531   | 65    | 144   | 31       | 4        | 11       | 216   | 47    | 1     | 0        | 14    | 2     | 21    | 3     | 7     | 61    | 7        | .271  | .307     | .407     | .713  |
| 2003       | 近鉄         | 136   | 615   | 550   | 94    | 165   | 34       | 7        | 16       | 261   | 61    | 27    | 10       | 7     | 8     | 40    | 1     | 10    | 77    | 7        | .300  | .354     | .475     | .828  |
| 2004       | 近鉄         | 120   | 549   | 498   | 74    | 151   | 25       | 2        | 2        | 186   | 34    | 22    | 10       | 9     | 1     | 30    | 1     | 11    | 65    | 8        | .303  | .356     | .373     | .729  |
| 2005       | ソフトバンク | 133   | 584   | 529   | 68    | 143   | 21       | 3        | 8        | 194   | 48    | 31    | 9        | 17    | 4     | 22    | 0     | 12    | 76    | 11       | .270  | .312     | .367     | .679  |
| 2006       | ソフトバンク | 136   | 621   | 562   | 74    | 165   | 19       | 3        | 6        | 208   | 60    | 22    | 14       | 12    | 2     | 41    | 0     | 4     | 70    | 12       | .294  | .345     | .370     | .715  |
| 2007       | ソフトバンク | 113   | 487   | 455   | 44    | 145   | 20       | 0        | 1        | 168   | 31    | 11    | 7        | 10    | 3     | 9     | 2     | 10    | 51    | 12       | .319  | .344     | .369     | .713  |
| 2008       | ソフトバンク | 79    | 266   | 245   | 11    | 74    | 9        | 0        | 2        | 89    | 22    | 7     | 1        | 8     | 0     | 11    | 0     | 2     | 29    | 8        | .302  | .337     | .363     | .700  |
| 2009       | オリックス   | 119   | 462   | 419   | 32    | 122   | 21       | 0        | 0        | 143   | 30    | 5     | 12       | 14    | 5     | 18    | 2     | 6     | 35    | 10       | .291  | .326     | .341     | .667  |
| 2010       | オリックス   | 2     | 2     | 2     | 0     | 0     | 0        | 0        | 0        | 0     | 0     | 0     | 0        | 0     | 0     | 0     | 0     | 0     | 0     | 0        | .000  | .000     | .000     | .000  |
| 通算：17年 | 通算：17年   | 1789  | 7245  | 6566  | 822   | 1865  | 299      | 45       | 78       | 2488  | 568   | 203   | 107      | 194   | 39    | 365   | 12    | 81    | 777   | 108      | .284  | .328     | .379     | .707  |

- 各年度の太字はリーグ最高

### タイトル
- 最多安打：1回 （2006年）

### 表彰
- ベストナイン：2回 （外野手部門：1998年、2007年）
- ゴールデングラブ賞：3回 （外野手部門：1998年、2003年、2005年）
- 月間MVP：1回 （野手部門：1998年4月）
- JA全農Go・Go賞：1回 （最多二・三塁打賞：2003年8月）

### 記録
初記録
- 初出場：1994年9月17日、対日本ハムファイターズ24回戦（藤井寺球場）、9回表に中根仁に代わり中堅手で出場
- 初先発出場：1995年4月18日、対千葉ロッテマリーンズ4回戦（日生球場）、9番・中堅手で先発出場
- 初安打・初打点：同上、8回裏に河本育之から中越適時二塁打
- 初盗塁：1995年4月27日、対日本ハムファイターズ5回戦（東京ドーム）、10回表に二盗（投手：キップ・グロス、捕手：山下和彦）
- 初本塁打：1995年7月16日、対千葉ロッテマリーンズ17回戦（千葉マリンスタジアム）、8回表に武藤潤一郎から右越3ラン

節目の記録
- 1000試合出場：2003年5月31日、対西武ライオンズ10回戦（長野オリンピックスタジアム）、1番・中堅手で先発出場 ※史上386人目
- 1000安打：2003年7月21日、対千葉ロッテマリーンズ15回戦（千葉マリンスタジアム）、8回表に清水直行から中前安打 ※史上213人目
- 1500安打：2006年8月20日、対西武ライオンズ16回戦（インボイスSEIBUドーム）、9回表に小野寺力から右前安打 ※史上89人目
- 1500試合出場：2007年4月30日、対オリックス・バファローズ8回戦（スカイマークスタジアム）、1番・中堅手で先発出場 ※史上150人目
- 200盗塁：2009年4月28日、対千葉ロッテマリーンズ4回戦（千葉マリンスタジアム）、7回表に二盗（投手：伊藤義弘、捕手：里崎智也） ※史上67人目

その他の記録
- リーグ外野手レンジファクター（RF/G）1位：1回 （2001年：2.35）[11]
- オールスターゲーム出場：5回 （1998年、2002年、2006年、2007年、2009年）

### 背番号
- 60 （1994年 - 1998年）
- 7 （1999年 - 2008年）
- 6 （2009年 - 2010年）

### 登場曲
- ベリーニ『サンバ・デ・ジャネイロ（Samba de Janeiro）』（2000年）当時ロッテ・立川隆史選手と重複
- モーニング娘。『恋愛レボリューション21』 （2001年・2003年）
- Rhythm And Police